# São José de Caiana
São José de Caiana é um município brasileiro do estado da Paraíba, localizado na Região Metropolitana do Vale do Piancó, sertão da Paraíba. De acordo com o IBGE (Instituto Brasileiro de Geografia e Estatística), no ano de 2021 sua população era estimada em 6 394 habitantes. Área territorial de 176 km².

## História
O povoado de São José de Caiana é de história recente, tendo seus primeiros colonizadores chegado em 1910.
O distrito de São José, como era conhecido inicialmente, veio a constituir-se no ano de 1962, subordinado ao recém-formado município de Serra Grande, e já no ano seguinte, através da Lei Estadual nº 3.098 de 7 de julho de 1963, desmembra-se de Serra Grande, vindo a constituir município formado apenas do distrito-sede, tal como se configura até hoje.
A mesma Lei Estadual que emancipou o distrito, alterou o nome do mesmo, permanecendo "São José" e acrescentando-se "de Caiana", nome que remete a santo Padroeiro da localidade e ao primeiro morador local, Seu Manoel Caiana.

## Geografia
O município está incluído na área geográfica de abrangência do semiárido brasileiro, definida pelo Ministério da Integração Nacional em 2005.  Esta delimitação tem como critérios o índice pluviométrico, o índice de aridez e o risco de seca.